# لویک دوفاو
لویک دوفاو (انگلیسی: Loïc Dufau؛ زادهٔ ۱۵ مارس ۱۹۸۹) بازیکن فوتبال اهل فرانسه است.
از باشگاه‌هایی که در آن بازی کرده‌است می‌توان به آ.اس موناکو اشاره کرد.